# Championnats du monde de lutte 2002
Les  Championnats du monde de lutte 2002 se sont tenus du 7 au 9 septembre 2002 à Téhéran en Iran pour la lutte libre, du 20 au 22 septembre 2002 à Moscou en Russie pour la lutte gréco-romaine et du 2 au 3 novembre 2002 à Chalcis en Grèce pour la lutte féminine. 

## Hommes

### Lutte gréco-romaine
| Épreuves | Or                         | Argent                     | Bronze                    |
| -------- | -------------------------- | -------------------------- | ------------------------- |
| 55 kg    | Geidar Mamedaliyev (RUS)   | Nepes Gukulow (TKM)        | Hassan Rangraz (IRN)      |
| 60 kg    | Armen Nazaryan (BUL)       | Włodzimierz Zawadzki (POL) | Roberto Monzón (CUB)      |
| 66 kg    | Jimmy Samuelsson (SWE)     | Farid Mansurov (AZE)       | Manuchar Kvirkvelia (GEO) |
| 74 kg    | Varteres Samurgashev (RUS) | Badri Khasaia (GEO)        | Filiberto Azcuy (CUB)     |
| 84 kg    | Ara Abrahamian (SWE)       | Aleksandr Menshikov (RUS)  | Mohamed Abdelfatah (EGY)  |
| 96 kg    | Mehmet Özal (TUR)          | Karam Gaber (EGY)          | Ali Mollov (BUL)          |
| 120 kg   | Dremiel Byers (USA)        | Mihály Deák-Bárdos (HUN)   | Yury Patrikeyev (RUS)     |

### Lutte libre
| Épreuves | Or                     | Argent                          | Bronze                   |
| -------- | ---------------------- | ------------------------------- | ------------------------ |
| 55 kg    | René Montero (CUB)     | Namig Abdullayev (AZE)          | Oleksandr Zakharuk (UKR) |
| 60 kg    | Aram Margaryan (ARM)   | Oyuunbilegiin Pürevbaatar (MGL) | Mohammad Talaei (IRN)    |
| 66 kg    | Elbrus Tedeyev (UKR)   | Alireza Dabir (IRN)             | Zaur Botayev (RUS)       |
| 74 kg    | Mehdi Hajizadeh (IRN)  | Magomed Isagadzhiev (RUS)       | Volodymyr Syrotyn (UKR)  |
| 84 kg    | Adam Saitiev (RUS)     | Yoel Romero (CUB)               | Majid Khodaei (IRN)      |
| 96 kg    | Eldar Kurtanidze (GEO) | Alireza Heidari (IRN)           | Vadim Tasoyev (UKR)      |
| 120 kg   | David Musulbes (RUS)   | Alexis Rodríguez (CUB)          | Aydın Polatçı (TUR)      |

## Femmes
| Épreuves | Or                         | Argent                  | Bronze                    |
| -------- | -------------------------- | ----------------------- | ------------------------- |
| 48 kg    | Brigitte Wagner (GER)      | Inga Karamchakova (RUS) | Ida Hellström (SWE)       |
| 51 kg    | Sofia Poumpouridou (GRE)   | Chiharu Icho (JPN)      | Natalia Golts (RUS)       |
| 55 kg    | Saori Yoshida (JPN)        | Tina George (USA)       | Ida-Theres Karlsson (SWE) |
| 59 kg    | Alena Kartashova (RUS)     | Lotta Andersson (SWE)   | Mabel Fonseca (PUR)       |
| 63 kg    | Kaori Icho (JPN)           | Sara Eriksson (SWE)     | Lene Aanes (NOR)          |
| 67 kg    | Kateryna Burmistrova (UKR) | Lise Legrand (FRA)      | Kristie Marano (USA)      |
| 72 kg    | Kyoko Hamaguchi (JPN)      | Wang Xu (CHN)           | Edyta Witkowska (POL)     |